# Transleitania

Mapa del Imperio austrohúngaro: Hungría aparece en verde claro al norte y el este; la región autónoma de Croacia-Eslavonia aparece también en verde claro al sur y el oeste.

Condados del Reino de Hungría/Territorios de la Corona de San Esteban (Hungría —incluida Transilvania— y Croacia-Eslavonia).

Transleitania (en alemán: Transleithanien) fue el nombre alemán de la parte húngara del Imperio austrohúngaro, la monarquía dual creada en 1867 y disuelta en 1918. Las tierras transleitanas también se denominaron Tierras de la Corona de San Esteban y, en terminología medieval, Archiregnum Hungaricum («Alto Reino de Hungría»).
El nombre latino Transleitania se deriva del río Leita (Lajta), y se le aplica por encontrarse en su mayor parte al este del río (o «allende», desde la perspectiva austriaca). Del mismo modo, Cisleitania, las tierras del Imperio austríaco en la monarquía dual, se encontraba al oeste del río Leita.
Transleitania se componía del Reino de Hungría (Magyar Királyság), que incluía la región autónoma de Croacia-Eslavonia (Horvát-Szlavónia Királyság), y el puerto franco de Rijeka (Fiume).